# Operación Karbala 6
La Operación Karbala 6 fue una operación militar de Irán durante la Guerra Irán-Irak para prevenir que tropas de Irak trasladaran rápidamente unidades a sus líneas de defensa en Basora después que Irán lanzara la Operación Karbala 5 para tomar esta ciudad iraquí. En esta batalla estuvieron involucradas 2 de las más poderosas divisiones del ejército iraní: la 77° División mecanizada Jorasán, del ejército, y la 31° División Ashura de los Cuerpos de la Guardia Revolucionaria Islámica (CGRI, también llamados Pasdaran); la primera de estas fue armada con helicópteros artillados, tanques, cañones de artillería de 106 mm, 130 mm y 230 mm y la 31° División Ashura estaba armada con tanques iraquíes capturados.          

## Preludio
Como la Operación Karbala 5 fue lanzada para tomar Basora las operaciones Karbala 6 en Qasr Shirin y Karbala 7 en el Kurdistán iraquí fueron lanzadas para evitar que los iraquíes trasladaran rápidamente unidades a sus líneas de defensa en Basora. Para la operación alrededor de 10,000 militantes Basij, 1 división del ejército regular y 1 división Pasdaran participaron en esta  ofensiva.  

## La batalla
10,000 voluntarios Basij atacaron. Como avanzaban los iraquíes abandonaron sus posiciones y contratacaron con armas y rodearon a los Basij, que solamente estaban armados con fusiles de asalto AK-47. Muchos voluntarios Basij murieron en la lucha con las tropas iraquíes circundantes. Las divisiones iraníes 31° y 77° atacaron a estas últimas las cuales sufrieron fuertes bajas. La 77° División Mecanizada Jorasán quebró el cerco.    